# 44 Ursae Majoris
44 Ursae Majoris, eller HD 94247, är en orange jätte i stjärnbilden Stora björnen. Stjärnan har visuell magnitud +5,11 och är väl synlig för blotta ögat vid god seeing. Den ligger på ett avstånd av ungefär 650 ljusår.